# Cieneguita Lluvia de Oro
Cieneguita Lluvia de Oro es una localidad del estado mexicano de Chihuahua, localizada en el municipio de Urique en lo profundo de la Sierra Madre Occidental.

## Localización y demografía
Cieneguita Lluvia de Oro se encuentra localizado en las coordenadas geográficas 27°08′07″N 108°01′47″O / 27.13528, -108.02972 y a una altitud de 2 027 metros sobre el nivel del mar. Es una de las comunidades más aisladas del estado, sin medios de comunicación terrestres más que caminos de terracería que lo unen a otras localidades de la zona y la cabecera municipal, Urique, que se encuentra a unos cincuenta kilómetros de distancia pero que debido a lo accidentado del terreno se recorren en varias horas, además de una pista de aterrizaje para avionetas, ubicada en el centro de la localidad, recientemente encementada, facilitando el acceso aéreo a la localidad. La única actividad económica de la población es la minería, al explotar una mina local la compañía Mina Río Tinto S.A. de C. V.
De acuerdo al Censo de Población y Vivienda realizado en 2020 por el Instituto Nacional de Estadística y Geografía, tiene una población total de 520 habitantes, de los que 261 son hombres y 259 son mujeres.

## Historia
Cieneguita Lluvia de Oro fue denominada entre 1970 y 2000 como Cieneguita de los Trejo, topónimo por el que aún es conocida. Debido a su localización y aislamiento, Cieneguita ha sido una zona de frecuente inseguridad y enfrentamiento ente cárteles de la droga; que ha generado numerosos muertos.
El 4 de junio de 2018 trascendió que ese día se había desbordado una presa que contenía los desechos de la mina ubicada en la población. Dicho incidente habría causado al menos la desaparición de ocho personas. Al día siguiente, 5 de junio, se confirmó el hallazgo de un cadáver; mismo día en que visitó el lugar del desastre el gobernador Javier Corral Jurado, quien estableció como prioridad la localización de los desaparecidos y la contención de la contaminación hacia el río Tubares; además de atribuir el accidente a negligencia por parte de la empresa minera.